# Чарне-Гурне
Чарне-Гурне (пол. Czarne Górne, нім. Hochzehren) — село в Польщі, у гміні Гардея Квідзинського повіту Поморського воєводства.
Населення — 282 особи (2011).
У 1975-1998 роках село належало до Ельблонзького воєводства.

## Демографія
Демографічна структура станом на 31 березня 2011 року:
|          | Загалом | Допрацездатний вік | Працездатний вік | Постпрацездатний вік |
| -------- | ------- | ------------------ | ---------------- | -------------------- |
| Чоловіки | 144     | 36                 | 100              | 8                    |
| Жінки    | 138     | 29                 | 84               | 25                   |
| Разом    | 282     | 65                 | 184              | 33                   |